# Mesochorus prominens
Mesochorus prominens là một loài tò vò trong họ Ichneumonidae.